# Rotaria tardigrada
Rotaria tardigrada ist eine Art der Gattung Rotaria aus dem Stamm der Rädertierchen.

## Beschreibung
Die Tiere werden 360–700 µm groß und besitzen einen breiten Rüssel. Kopf und Fuß sind farblos, die Rumpfcuticula ist dunkelbraun, stark gefaltet, klebrig und daher mit Detritus überkrustet.

## Verbreitung
Die Art ist vor allem in Mooren und Tümpeln zu finden.